# Elachiptera cornuta
Elachiptera cornuta är en tvåvingeart som först beskrevs av Fallen 1820.  Elachiptera cornuta ingår i släktet Elachiptera och familjen fritflugor. Arten är reproducerande i Sverige. Inga underarter finns listade i Catalogue of Life.